# Johann Tobias Mayer
Johann Tobias Mayer (Gotinga, Alemania, 5 de mayo de 1752 — Gotinga, 30 de noviembre de 1830) fue un matemático, físico y astrónomo alemán, hijo del astrónomo y físico Tobias Mayer. 

## Biografía
Era el hijo primogénito de Tobias Mayer (1723–1762) y Maria Victoria, de soltera Gnüg (1723–1780). Su padre era un famoso astrónomo que había logrado calcular el movimiento de libración de la Luna con ayuda de los trabajos de Newton y Euler y además había ideado un útil, aunque complejo procedimiento para hallar la longitud y un mecanismo astronómico tan útil como el círculo de reflexión. Pero Johann Tobias se quedó huérfano de padre a los diez años y en 1769 comenzó a estudiar teología y filosofía en la entonces nueva Universidad de Gotinga, donde fue alumno de Christian Meister, Abraham Gotthelf Kästner y más tarde de Georg Christoph Lichtenberg. Tras su doctorado y habilitación en 1773, Mayer enseñó matemáticas y realizó observaciones en el antiguo Observatorio de Gotinga. El 17 de noviembre de 1779 fue nombrado profesor de la Universidad de Altdorf, donde trabajó entre 1780 y 1786. Impartió luego matemáticas y física en la Universidad de Erlangen. En 1799 sucedió a Lichtenberg como profesor ordinario de física en la Universidad de Gotinga, y entre sus alumnos y discípulos tuvo a Enno Dirksen, quien se doctoró en 1820 con su orientación.
Conocido principalmente por sus libros didácticos sobre matemáticas y ciencias naturales, Anfangsgründe der Naturlehre zum Behuf der Vorlesungen über die Experimental-Physik, manual de física publicado en 1801, fue el libro más influyente de su tiempo en esta materia en los países de lengua alemana. Sus investigaciones sobre física y astronomía fueron publicadas en los Annalen der Physik.
- Datos: Q215965
- Multimedia: Johann Tobias Mayer / Q215965